# Jan Bytnar
Jan Roman Bytnar (noms de code: Rudy, Czarny, Janek, Krokodyl, Jan Rudy) est le fils de Stanisław Bytnar et de Zdzisława Rechulówna, né le 6 mai 1921 à Kolbuszowa et mort héroïquement le 30 mars 1943 à Varsovie. Il était engagé dans le mouvement des scouts résistants Szare Szeregi, rattaché à l'Armia Krajowa (AK) durant la Seconde Guerre mondiale.

## Arrestation, mort, et représailles
Arrêté par les occupants allemands le 23 mars 1943, Bytnar fut sauvagement torturé, mais il n'a pas trahi ses camarades. Récupéré trois jours plus tard, le 26 mars, par ses amis, membres d'un Groupe d'assaut des Szare Szeregi, dans une spectaculaire action de sauvetage de la résistance polonaise : Opération Arsenal, il mourut le 30 mars, des suites des blessures infligées par la Gestapo. Il avait 21 ans. Sa tombe se trouve au cimetière de Powązki à Varsovie.
L'interrogatoire extrêmement brutal de Bytnar avait été conduit par le Rottenführer SS Ewald Lange et par l'Obersturmführer SS Herbert Schultz. Tous deux furent exécutés par les Groupes d'assaut des Szare Szeregi. Schultz fut abattu le 6 mai 1943 par Sławomir Maciej Bittner (alias "Maciek") et Eugeniusz Kecher (alias "Kolczan"). Lange fut abattu le 22 mai 1943 par Jerzy Zapadko (alias "Dzik").

## Décorations posthumes
Pour n'avoir trahi aucun de ses compagnons, Jan Bytnar reçut après sa mort le grade de Scoutmestre dans les Szare Szeregi et fut aussi nommé sous-lieutenant dans l'Armia Krajowa. Après sa mort, il fut décoré de la Krzyż Walecznych (Croix des Valeureux). Pour lui rendre hommage, la deuxième compagnie du Bataillon Zośka de l'AK fut appelée Rudy.
En 2009, à l'occasion de l'anniversaire des 70 ans de l'État polonais clandestin, le Président Lech Kaczyński le décore de la croix de commandeur avec étoile de l'Ordre de la Renaissance de la Pologne (une très haute distinction) "pour éminents services rendus pour l'indépendance de la République polonaise".

## Dans la culture populaire
Il est devenu un héros de la littérature jeunesse polonaise grâce à Kamienie na szaniec (Des pierres sur le rempart, publié en 1944-45), un livre d'Aleksander Kamiński, dont il est l'un des personnages principaux. 
Leur histoire été adaptée à l'écran dans les films : Akcja pod Arsenałem (Opération Arsenal, 1977), réalisé par Jan Łomnicki et Kamienie na szaniec (Des pierres sur le rempart, 2014) de Robert Gliński.
On retrouve aussi Jan Bytnar dans le livre de Barbara Wachowicz, Rudy, Alek, Zośka (édité en 2007).